# 泽莱内哈伊 (沃尔诺瓦哈市镇)
泽莱内哈伊（烏克蘭語：Зелений Гай），又按俄语名译为泽廖内加伊（俄语：Зелёный Гай），是乌克兰的一个村庄，位于顿涅茨克州沃爾諾瓦哈區的沃爾諾瓦哈市鎮。根据2001年乌克兰人口普查数据，泽莱内哈伊共有人口79人，其中70.89%人口说乌克兰语，29.11%说俄语。